# Бурукан (река)
Бурукан — река в России, протекает по Верхнекетскому району Томской области. Устье реки находится в 89 км по левому берегу реки Сегонды. Длина реки составляет 31 км. В 1 км от устья по правому берегу реки впадает река Ланкеть.

## Данные водного реестра
По данным государственного водного реестра России относится к Верхнеобскому бассейновому округу, водохозяйственный участок реки — Кеть, речной подбассейн реки — бассейн притоков (Верхней) Оби от Чулыма до Кети. Речной бассейн реки — (Верхняя) Обь до впадения Иртыша.